# Stanisław Kępka Senior
Stanisław Kępka (* 9. Oktober 1956) ist ein früherer polnischer Biathlet.
Stanisław Kępka nahm an den Sommerbiathlon-Weltmeisterschaften 2004 in Osrblie teil und wurde 21. im Sprint, 25. im Massenstart, 26. der Verfolgung und mit Łukasz Witek, Maciej Wojciechowski und Ryszard Szary Sechster im Staffelrennen. Der Vater der Biathleten Stanisław Kępka Junior und Magdalena Kępka arbeitet als Biathlontrainer für den BLKS Zywiec. Zu seinen Schützlingen gehören sein Sohn und Magdalena Gwizdoń.